# قطب سماوی

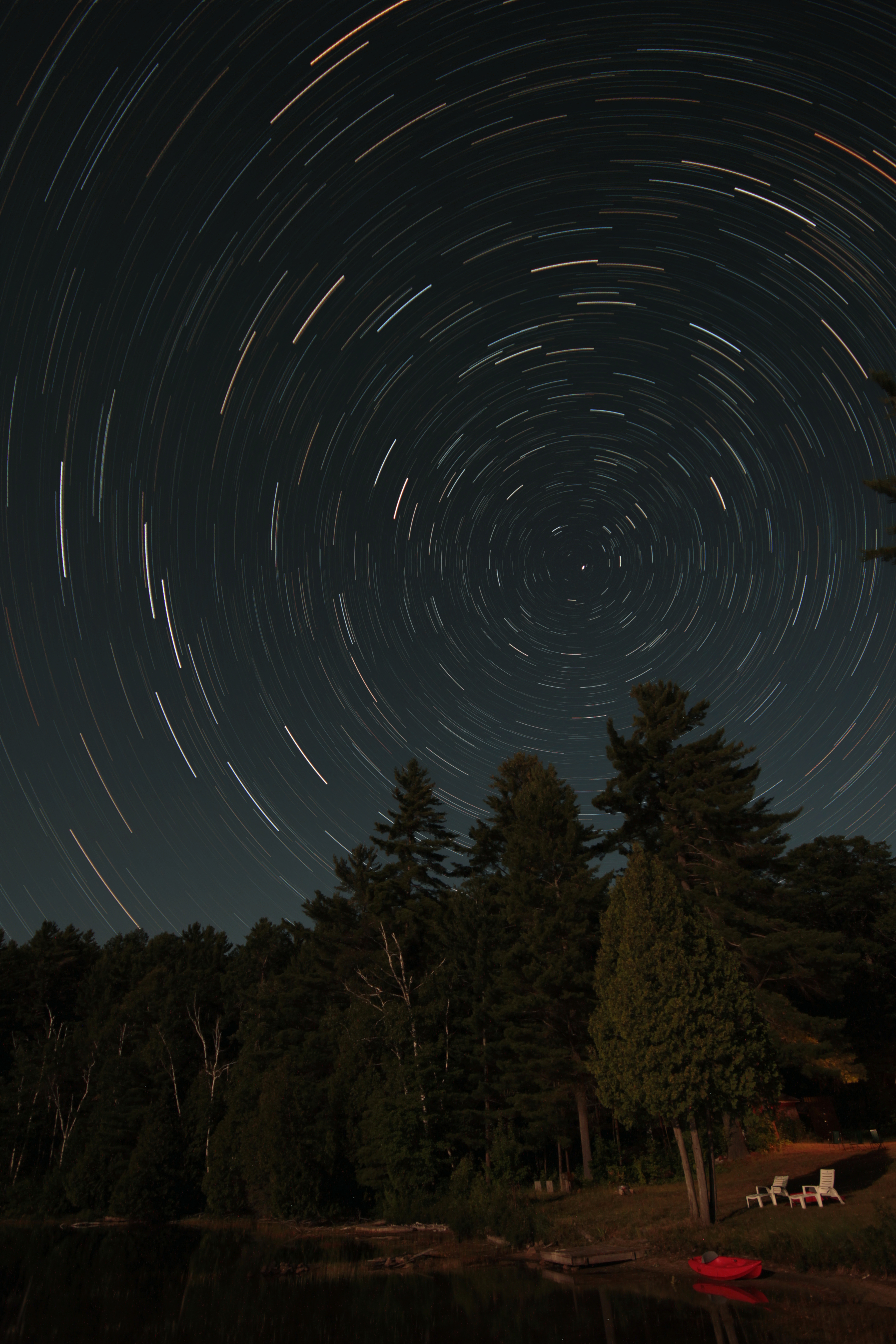
یک نوردهی زمانی ترکیبی که حرکت ظاهری ستارگان را در اطراف قطب شمال آسمان نشان می دهد.

قطب سماوی یا قطب آسمان (قطبین سماوی) در دستگاه مختصات استوایی سماوی، امتداد قطبین زمین در کره آسمان است و شامل قطب شمال و جنوب آسمانی است که دو نقطه مختصاتی در منظره صورتهای فلکی است که از تلاقی نصف‌النهارها یا نیم‌دایره‌های بعد سماوی شکل می‌گیرند.
امروزه قطب سماوی شمالی بسیار به ستاره قطبی شمالی (ستاره جُدَی) نزدیک است. قطبین سماوی به دلیل حرکت تقدیمی زمین در فراز حدود ۲۶۰۰۰ سال یک جابجایی کامل در منظره آسمان خواهند داشت.